# سلطان محمد اورنگ
سلطان محمد اورنگ (زاده: ۱۳۳۶ ولسوالی کشم ولایت بدخشان) یک سیاست‌مدار اهل افغانستان است. وی نمایندهٔ مردم بدخشان در دوره پانزدهم مجلس نمایندگان افغانستان بود.

## زندگی‌نامه
سلطان محمد اورنگ متولد ۱۳۳۶ از ولسوالی کشم ولایت بدخشان است. وی تحصیلات عالی خود را در مقطع لیسانس در رشته فاکتوله اقتصاد از دانشگاه کابل به پایان رسانده‌است.

## دیگر فعالیت‌ها
- مسئول بازسازی و حفظ محیط زیست ولسوالی‌های تگاب و کشم.[۱]
- مسئول بازسازی بنیاد سازندگی میهن.[۱]